# Siddharth Suchde
Siddharth Suchde (* 20. Januar 1985 in Mumbai) ist ein ehemaliger indischer Squashspieler.

## Karriere
Siddharth Suchde begann seine professionelle Karriere im Jahr 2004 und gewann einen Titel auf der PSA World Tour, der auf Januar 2008 datiert. Seine höchste Platzierung in der Weltrangliste erreichte er mit Rang 39 im Oktober 2012. Sein einziger Start im Hauptfeld bei der Weltmeisterschaft fand in der Saison 2012 statt. In der ersten Runde schied er gegen Simon Rösner aus. Mit der indischen Nationalmannschaft nahm er 2005, 2007, 2009 und 2011 an Weltmeisterschaften teil. 2010 gewann Siddharth Suchde mit der Mannschaft die Bronzemedaille bei den Asienspielen. Im selben Jahr stand er im Kader der indischen Mannschaft bei den Commonwealth Games. 2013 beendete er seine Karriere.
Von 2003 bis 2007 studierte er in Harvard Wirtschaftswissenschaften. Nach seinem Abschluss zog er nach England, wo er für den Rest seiner Profikarriere lebte.

## Erfolge
- Gewonnene PSA-Titel: 1
- Asienspiele: 1 × Bronze (Mannschaft 2010)